# 圆基茶
圆基茶（学名：Camellia rotundata）为山茶科山茶属的植物。分布在中国大陆的云南等地，生长于海拔1,800米的地区，多生于疏林中，目前尚未由人工引种栽培。